# Florian Mueller (Musiker)
Florian Frederick Mueller (* 15. Juni 1909 in Bay City, Michigan; † 14. März 1983 in Saint Petersburg, Florida) war ein US-amerikanischer Oboist, Komponist und Musikpädagoge.

## Leben
Florian Muellers Vater war ein aus Deutschland emigrierter Schneider, seine Mutter stammte aus Michigan und war Musiklehrerin. Mueller studierte am Chicago Conservatory of Music, wo er 1928 mit einem Master of Music abschloss. Schon während seiner Studienzeit war er als Musiker tätig, beispielsweise im Rochester Philharmonic Orchestra unter Eugène Goossens. Von 1927 bis 1954 war Mueller Oboist im Chicago Symphony Orchestra, ab 1931 als Erster Oboist. Daneben spielte er 1929 auch ein Jahr im Orchester von John Philip Sousa.
Neben seiner Orchestertätigkeit machte sich Mueller als Musikpädagoge einen Namen. Er gehörte zum Gründungskollegium der Roosevelt University in Chicago, wo er auch im Universitätssenat saß. 1954 erhielt Mueller einen Lehrauftrag für Oboe und Blasorchester an der University of Michigan, 1956 wurde er Associate Professor, 1961 Full Professor. 1974 wurde Mueller emeritiert. Er galt als Vorreiter der „Amerikanischen Schule“ des Oboenspiels.

## Werke
- 1929: Konzert für Oboe und Orchester
- 1942: Fünf symphonische Etüden für Orchester[7]
- 1946: Concert Music für Basstuba und Orchester[1]
- 1955: God of Our Fathers für Chor und Blasorchester
- 1958: Leichte Duette für Instrumente im Violinschlüssel
- 1960: Fünf Stücke für Bläserquintett
- 1976: Dramatic Overture für Blasorchester
- Konzertouvertüre in G für Blasorchester

## Veröffentlichungen
- A Method for the Oboe. University Music Press, Ann Arbor 1961, OCLC 5022229.

## Auszeichnungen
1960 wurde Mueller für seine Konzertouvertüre in G mit dem Sousa/ABA/Ostwald Award der American Bandmasters Association ausgezeichnet.